# Winchester Model 1911
A Winchester Model 1911 SL Shotgun é uma escopeta de auto-carregamento, operada por ação de recuo produzida pela  Winchester Repeating Arms Company de 1911 a 1925.
A Model 1911 foi a primeira escopeta de carregamento automático da Winchester, mas as falhas de design a impediram de competir com as escopetas de carregamento automático fabricadas pela Remington Arms e pela Browning Arms Company.

## Desenvolvimento
A escopeta Model 1911 SL (de "Self-Loading") foi desenvolvida em 1911 por Thomas Crossley Johnson para a Winchester Repeating Arms Company. Na época, a Winchester não tinha uma escopeta de carregamento automático em sua oferta de produtos, uma vez que a empresa não aceitou as condições de John Browning (ele queria ser pago com base em royalties, sem abrir mão de seus direitos) por levar seu projeto de carregamento automático de 1898 para a produção. A arma rejeitada pela Winchester veio a se tornar a escopeta Browning Auto-5 (também fabricada sob licença como Remington Model 11) e definir o padrão para projetos de espingarda de carregamento automático até depois da Segunda Guerra Mundial.

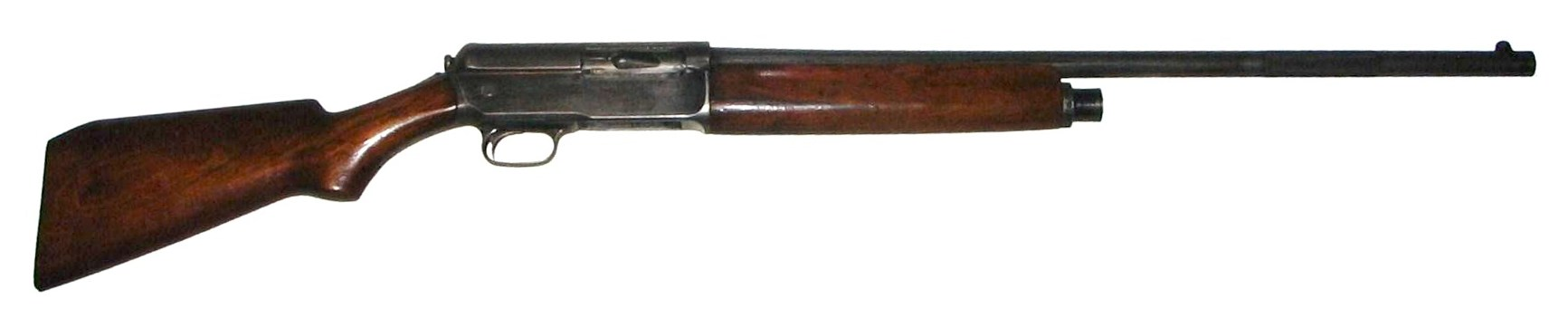
Um exemplar da Winchester Model 1911.

Devido às restrições de patente no design de 1898, a Winchester não conseguiu copiar o design da Browning que eles rejeitaram antes, o único design de espingarda de carregamento automático na época, então a Winchester teve que adaptar o design para sua própria produção sem infringir as patentes de Browning; T.C. Johnson, supostamente, brincou que "levou quase dez anos para projetar uma espingarda automática (a Winchester 1911) que não seria uma violação da arma Browning". Uma das patentes de Browning era para a manopla de carga no ferrolho da espingarda de 1905; a Winchester contornou essa restrição usando o cano como mecanismo para carregar a arma.
Para usar a SL 1911, um usuário colocaria a arma em local seguro, apontaria a arma em uma direção segura, carregaria o carregador tubular e, em seguida, puxaria o cano pela seção zigrinada. Depois de soltar a trava de segurança, a arma estava pronta para disparar. A coronha era laminada com 3 peças de madeira separadas no sentido do comprimento coladas umas às outras.

## Projeto e falhas de segurança
O método utilizado para carregar a SL 1911 pode ser potencialmente letal se feito de maneira incorreta. Os cartuchos de espingarda da época eram geralmente feitos de papel, o que tornava o corpo do cartucho vulnerável à expansão quando exposto à forte umidade. Se isso acontecesse na SL 1911, o cano teria que ser ciclado a fim de abrir a câmara para que o cartucho dilatado pudesse ser removido. Alguns usuários giraram o cano por engano, colocando a coronha da arma contra o solo e forçando o cano para baixo. Nesta posição, o cano da arma estaria apontando para o rosto do usuário, e o projétil dilatado poderia disparar, ferir ou matar o usuário. Este problema de segurança fez com que o Model 1911 fosse apelidada de "The Widowmaker" (algo como "fazedor de viúvas"). Essa situação poderia ser evitada com a adesão aos procedimentos de segurança comuns ao manuseio de armas de fogo, em particular, a prática de manter a arma apontada em uma direção segura o tempo todo.
O potencial para disparar ao retirar os cartuchos não deflagrados não foi a única falha no design do Model 1911. O sistema de anéis de proteção usado para reduzir o recuo (duas arruelas de fibra) quando a arma era disparada frequentemente falhava. A quebra desses anéis aumentava muito o recuo quando uma bala era disparada. O recuo exagerado, apelidado de "hammering recoil" (algo como "recuo martelada"), da arma fez com que muitos mecanismos de ação se partissem.
As vendas da arma "malfadada mecanicamente" ficaram significativamente aquém das das escopetas "Self-Loading" da Remington e da Browning, e a Winchester cessou sua produção em 1925, após produzir quase 83.000 deles. Em 2005, quatro pessoas acidentalmente atiraram em si mesmas com a SL 1911 enquanto carregavam ou retiravam cartuchos a arma.